# サーズデーナイトフットボール
サーズデーナイトフットボール（Thursday Night Football、TNF）は、2006年シーズンよりレギュラーシーズンの木曜夜に行われるNFLの試合およびその番組名。

## 概要
NFLのレギュラーシーズンは、ほとんどの試合が日曜昼間に同時に行われるが、放送枠を増やすため、日曜夜、月曜夜、そして木曜夜にも一試合ずつが行われる。伝統的に金曜日は高校フットボール、土曜日はカレッジフットボールの試合が行われるためである。このうち木曜夜の試合に対する名称であり、そのまま番組名ともなっている。2022年シーズンからは、Amazonビデオが独占的に配信している。
ただし、開幕戦と感謝祭の日の放送（2012年シーズン以降）については、NBCが放映権を獲得しているため（NBCサンデーナイトフットボール参照）、木曜日の試合であってもTNFではない。一方、カレッジフットボールシーズン終了後は土曜日に試合が組まれることがあるが、2014年シーズン以降、TNFの名称が用いられている。
日本ではNFL Game Pass、さらに週によっては日テレG+やDAZNによって提供される。

## 歴史
2006年シーズンより、NFLネットワークがシーズン後半の木曜夜、およびカレッジフットボールシーズン終了後の土曜夜に行われる計8試合の放映権を獲得。その中には、従来デトロイト・ライオンズとダラス・カウボーイズのホームゲームが行われていた感謝祭に新設された1試合が含まれている。なお、土曜夜の試合は「サタデーナイトフットボール」（Saturday Night Football）のタイトルで放送されていた。
TNFとして放送された初の試合は、2006年11月23日（感謝祭）のデンバー・ブロンコス対カンザスシティ・チーフス戦。
2007年12月29日に行われたニューイングランド・ペイトリオッツ対ニューヨーク・ジャイアンツ戦は、あらかじめサタデーナイトフットボールでの放送が決まっていたが、ペイトリオッツのパーフェクトシーズン達成がかかっていたため、急遽地上波ネットワークのCBSとNBCでも放送された。これは、当時NFLネットワークがディレクTVやディッシュ・ネットワークといった衛星放送ではベーシックチャンネル（基本料金で視聴可能）に含まれているものの、ケーブルテレビ局では再送信していない局や、再送信していてもペイテレビ（別料金が必要）であった局が多かったための措置。
2008年シーズンより、1シーズン8試合は変わらないものの、感謝祭以前にもTNFが編成されるようになった代わりに、サタデーナイトは1試合のみとなった。
2012年シーズンより、感謝祭の試合はNBCに譲ったものの、TNFはWeek2からWeek15までの13試合に拡大された。また、サタデーナイトの放送はなくなった。
2014年シーズンは、TNFがWeek2からWeek16までの14試合に加えて、Week16には土曜日にも2試合が組まれ、計16試合がNFLネットワークで放送された。そのうち、Week2からWeek8までのTNF、およびWeek16土曜日の1試合がCBSでもサイマル放送されることになった（当初発表ではWeek2からWeek9までのTNF8試合だったが変更になった）。土曜日の放送はタイトルが「サーズデーナイトフットボール サタデーエディション」(Thursday Night Football Saturday Edition)となった。
2016年シーズンはNFLネットワークで18試合（うち土曜夜(Week15・16)、日曜午前（Week7、ロンドンでの試合）、日曜夕方（Week16、通常日曜午後に開催されるFOX・CBS中継試合は前日（12月24日）に前倒しされたため）放送。サーズデーナイトはWeek2からWeek7までの5試合がCBS、Week11からWeek16までの5試合はNBCでも放送。またTwitterでも地上波でサイマル放送される10試合について同時ライブ配信を行った。
2017年シーズン以降はAmazonプライムビデオが中継配信する。2018年-2021年シーズンは11試合だけがNFLネットワークのほかにも放送され、CBSとNBCに代わりFOXが独占した。
2022年シーズンから2032年シーズンはNFLネットワークや他放送局による放送が行われず、Amazonの独占配信となっている。
2023年シーズンには、感謝祭の週のゲームが11月24日金曜日に"Black Friday Game"として開催された。